# Desroy Findlay
Desroy Findlay (ur. 3 października 1989) – anguilski piłkarz i lekkoatleta, reprezentant kraju na arenie międzynarodowej.

## Lekkoatletyka
W 2010 roku Findlay wziął udział w Igrzyskach Wspólnoty Narodów, w których wystąpił w biegu na 200 metrów. W eliminacjach tej konkurencji uzyskał wynik 24,41 s, co dało mu jedno z ostatnich miejsc eliminacji. Findlay nie przeszedł kwalifikacji.

## Piłka nożna
Desroy Findlay rozegrał w reprezentacji dwa oficjalne spotkania podczas eliminacji do MŚ 2014. W pierwszym spotkaniu, jego ekipa na wyjeździe podejmowała drużynę Dominikany. Anguilla przegrała 0-2. W drugim meczu, w którym wystąpił, Anguilla znów podejmowała Dominikanę; tym razem Anguilla przegrała 0-4.

### Mecze w reprezentacji
| Lp. | Data          | Miejsce       | Sędzia główny | Gospodarz  | vs | Gość     | Wynik | Uwagi          |
| --- | ------------- | ------------- | ------------- | ---------- | -- | -------- | ----- | -------------- |
| 1.  | 8 lipca 2011  | San Cristóbal | Neal Brizan   | Dominikana | –  | Anguilla | 2:0   | el. do MŚ 2014 |
| 2.  | 10 lipca 2011 | San Cristóbal | Marcos Brea   | Dominikana | –  | Anguilla | 4:0   | el. do MŚ 2014 |